# 펠릭스 카스파어
펠릭스 카스파어(독일어: Felix Kaspar, 1915년 1월 14일 - 2003년 12월 5일)는 오스트리아의 피겨 스케이팅 선수였다. 그는 세계 선수권 대회에서 2연패했고, 1936년 세계 선수권 대회에서 동메달을 획득했다.
카스파어는 9세 때 피겨 스케이팅을 시작했다. 그는 에드워드 엥겔만 주니어의 인공 아이스 링크장에서 훈련했다. 카스파어는 그의 높은 점프로 유명했다. 제2차 세계 대전 초기에 카스파어는 6월에 아내를 만난 오스트레일리아에 있었다. 1950년대 후반과 1960년대 초에 카스파어는 펜실베이니아주 허시에서 가르쳤다. 1965년에 그는 가족과 함께 미네소타주 미네아폴리스로 이주했고 쌍둥이 도시에서 골든밸리 피겨 스케이팅 센터에서 코치로 일했다.
1977년에 그는 가족과 함께 캘리포니아주 패서디나로 이주했고 피겨 스케이팅 코치로도 일했다. 1988년에 카스파어는 세계 피겨 스케이팅 명예의 전당에 선임되었다. 1989년에 카스파어와 그의 아내는 노령 연금으로 플로리다로 이주했다. 펠릭스 카스파어는 88세의 나이로 사망했다. 그는 알츠하이머병으로 고통받았다.

## 같이 보기
- 세계 피겨스케이팅 선수권 대회